# Église Sainte-Lucie de Rio de Janeiro
Pour les articles homonymes, voir Église Sainte-Lucie.
L'église Sainte-Lucie (en espagnol : Iglesia de Santa Lucia) située à Rio de Janeiro est une église de style baroque située dans le quartier centre de la ville, dans l'État homonyme, au Brésil.

## Histoire
L'une des versions sur l'origine prétend que le navigateur Fernand de Magellan, de passage dans la baie de Guanabara en décembre 1519, construisit une petite chapelle sur le site, alors au bord de la mer, dans laquelle il déposa une image de Notre Dame des Navigateurs.
Une autre version attribue cette origine à une chapelle, construite par des religieux franciscains, dès leur arrivée en 1592.
L'édifice sera agrandi en 1752.
Dans le cadre du transfert de la cour portugaise au Brésil, Jean VI de Portugal ordonna l'ouverture de la Rua Santa Luzia en 1817, qui atteignit le Convento da Ajuda, afin de pouvoir voyager avec sa voiture jusqu'à l'église, en accomplissement du paiement d'une promesse, formulée pour que son petit-fils, l'infant D. Sebastião, soit guéri d'une maladie qu'il avait aux yeux. De cette manière, l'église Sainte-Lucie a vu son accès facilité.
Entre autres représentations, elle est figurée sur une aquarelle de Thomas Ender.
Dans les années 1920, avec la démolition de Morro do Castelo, une esplanade a été créée avec les matériaux, formant les décharges qui éloignaient les eaux de la mer.
Il y avait à l'origine, à l'arrière du temple, au pied de la colline aujourd'hui disparue, une source d'eau à laquelle on attribuait des pouvoirs miraculeux. Cette dévotion est encore rappelée aujourd'hui par un bec verseur installé dans la sacristie de l'église.

## Catholicité
L'Église catholique rattache cette église Sainte-Lucie à l'archidiocèse de São Sebastião do Rio de Janeiro.

## Caractéristiques
La façade est flanquée de deux tours, de style baroque.
A l'intérieur, le chœur et les autels se distinguent par leurs sculptures dorées (qui témoignent du style baroque)